# Liste de musiciens de reggaeton
La liste suivante comprend des musiciens de reggaeton.

## A

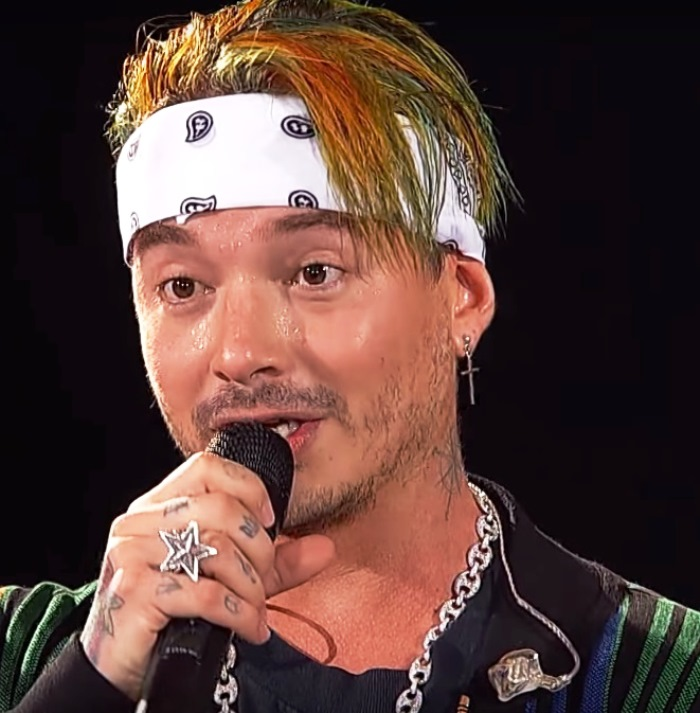
J Balvin au Festival de Viña del Mar 2017.

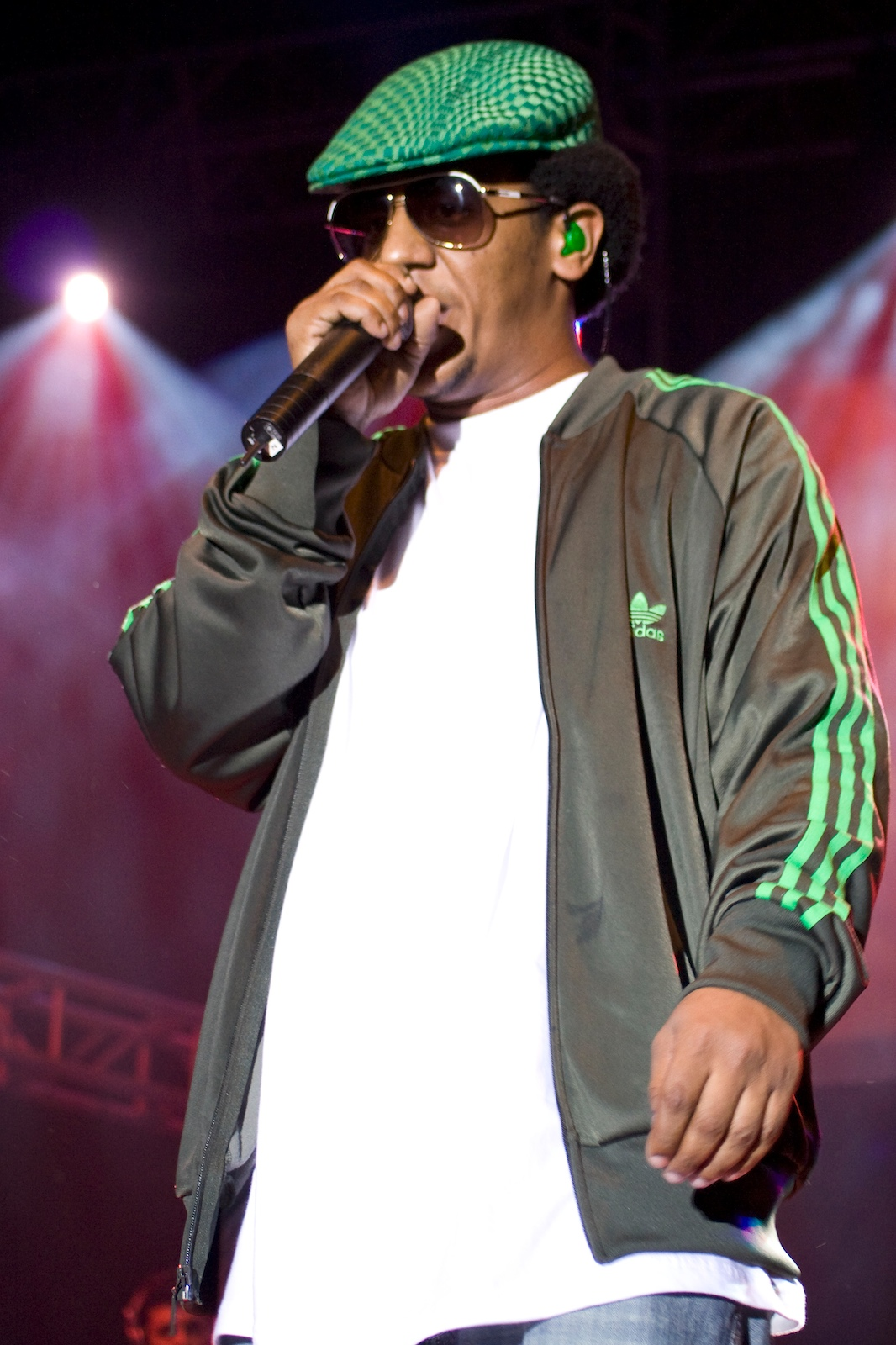
Tego Calderón à Tenerife en 2007.

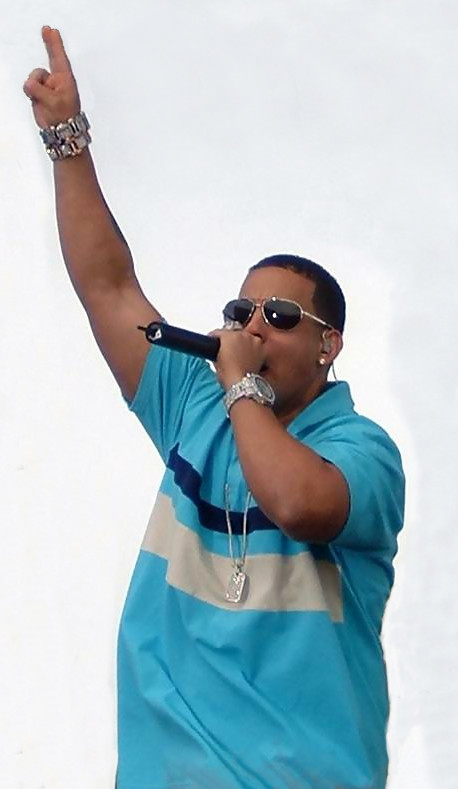
Daddy Yankee à Panama City en 2006.

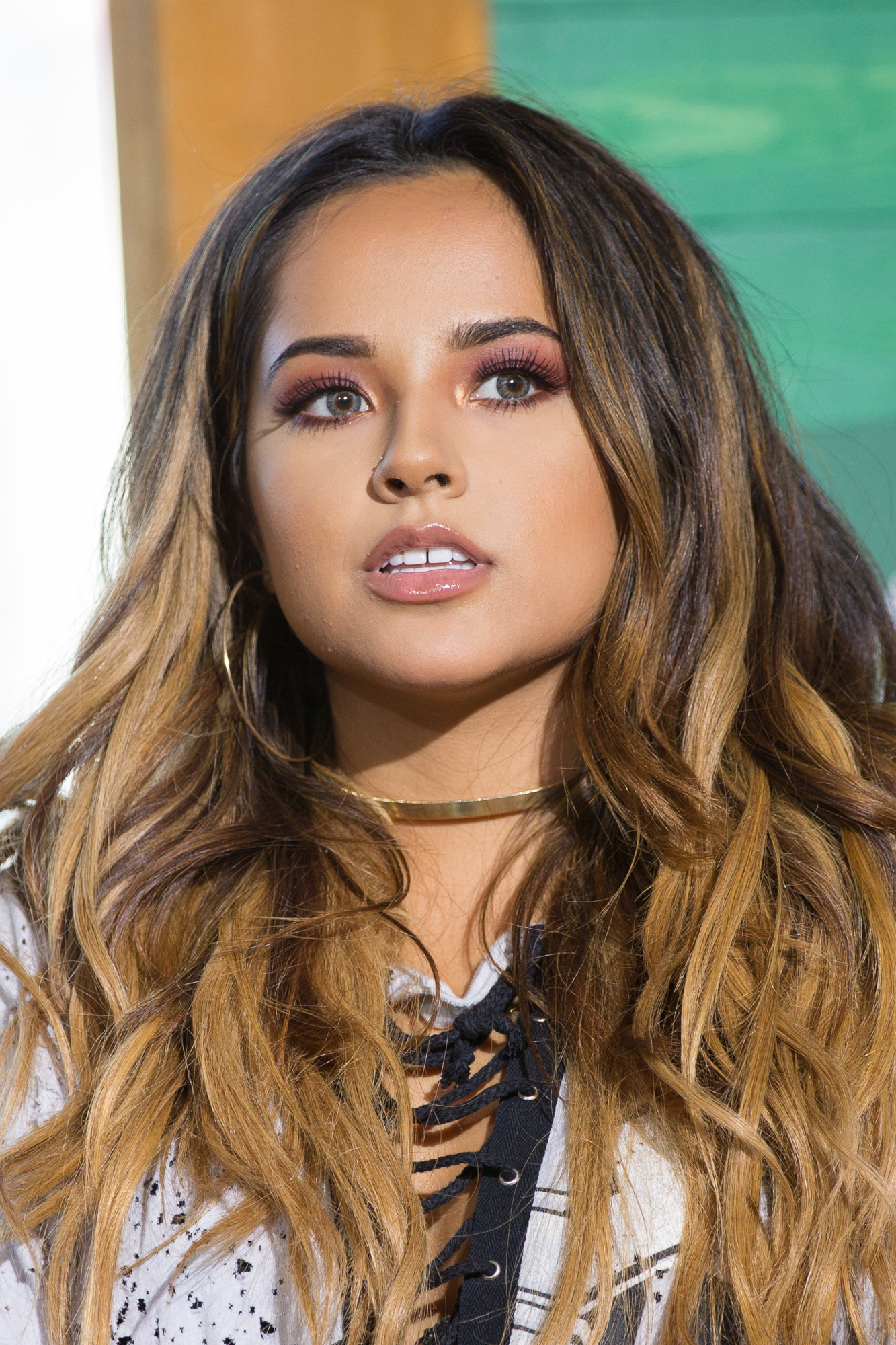
Becky G en juillet 2016.

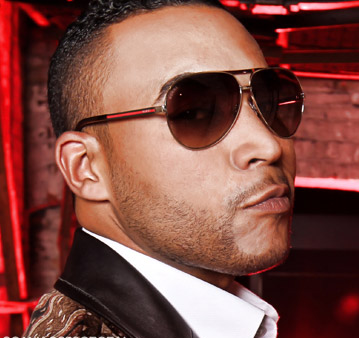
Don Omar en novembre 2010.

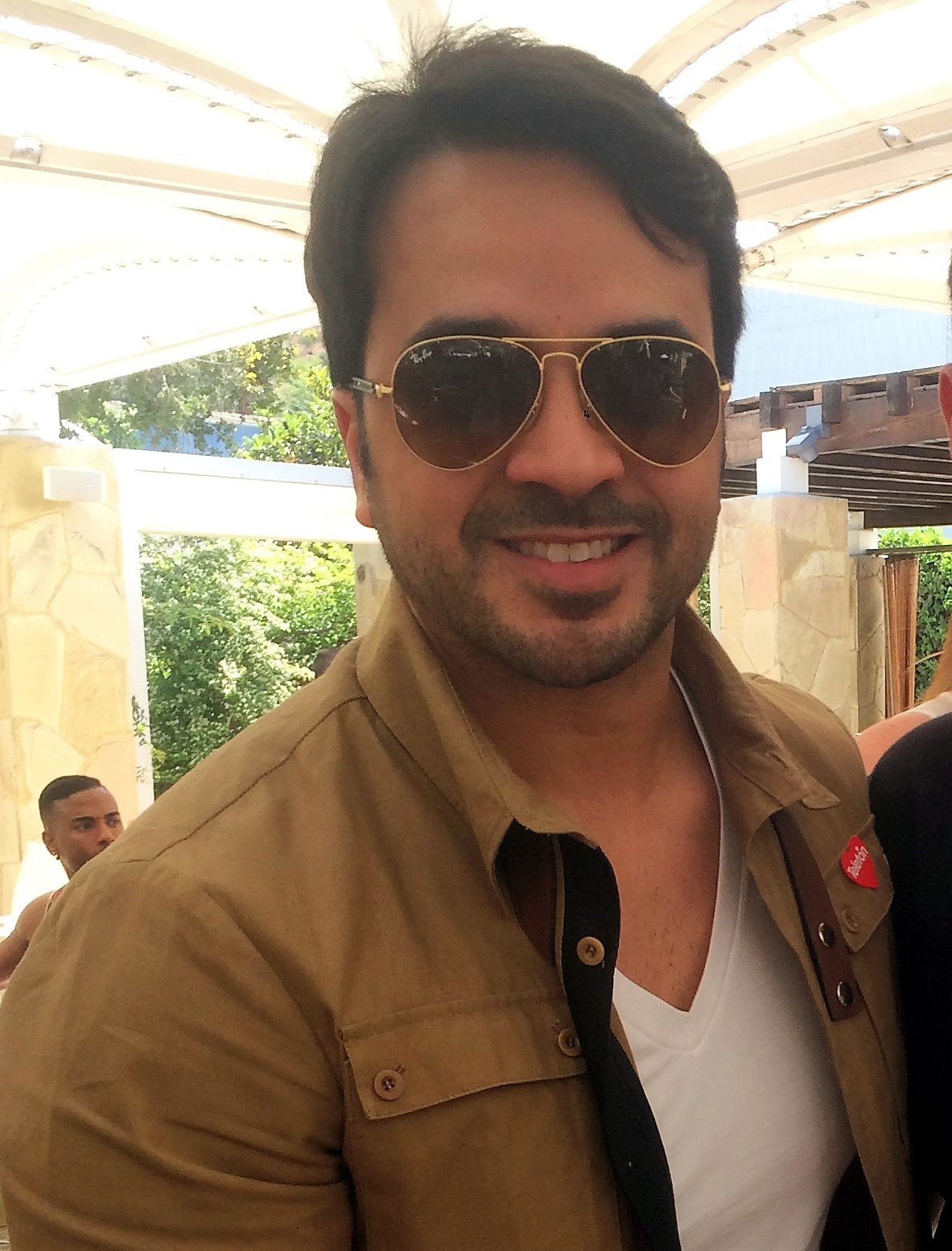
Luis Fonsi en 2015.

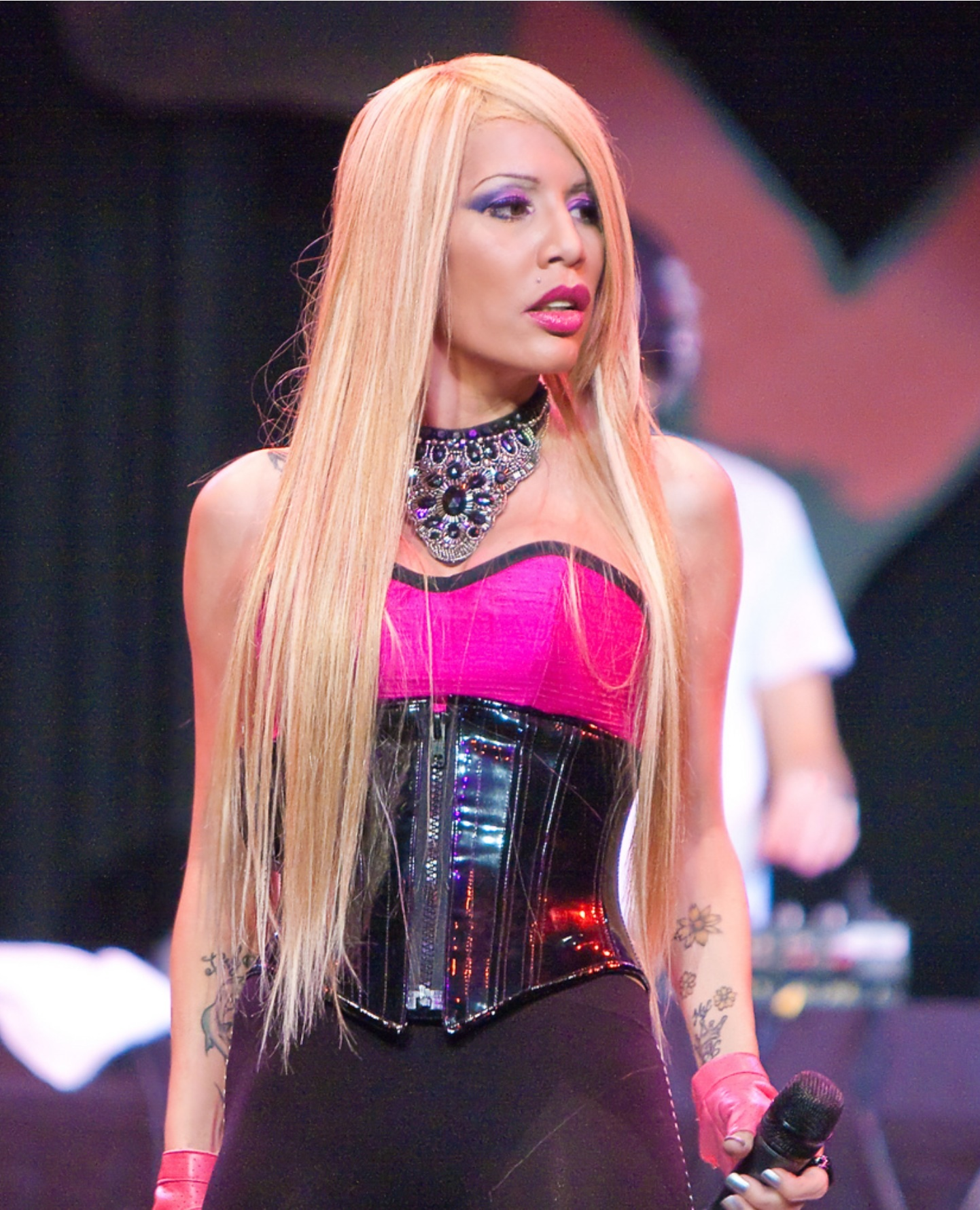
Ivy Queen à Orlando en 2010.

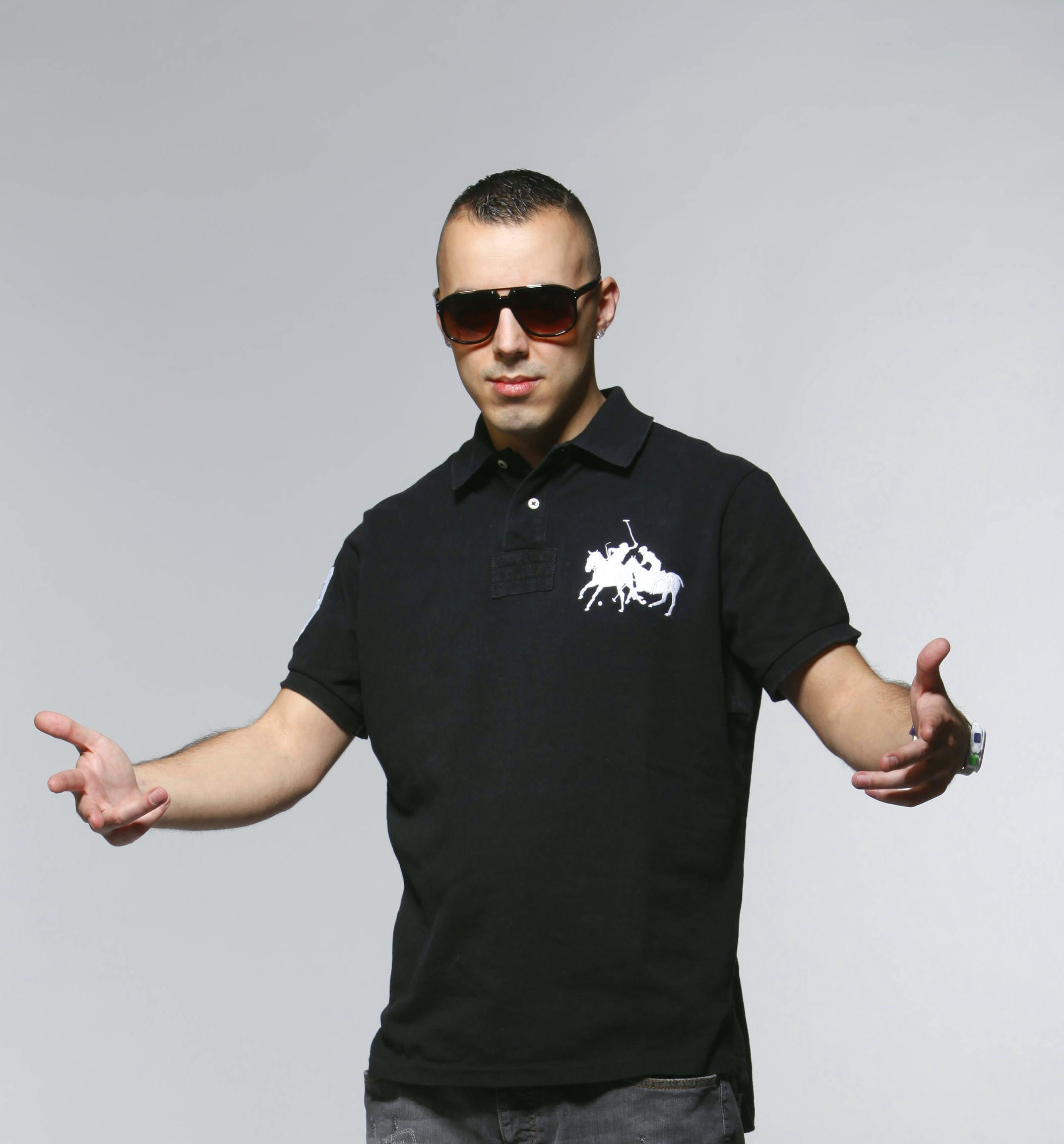
Lucenzo en 2010.

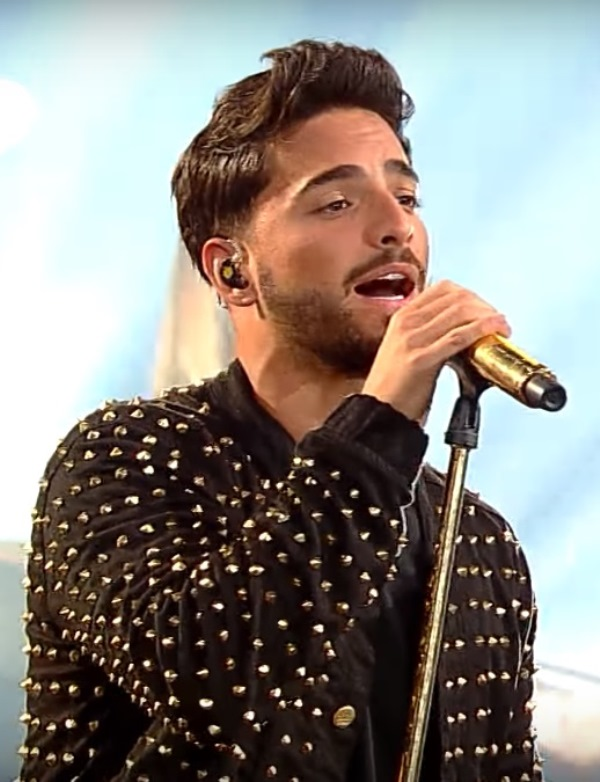
Maluma au Festival de Viña del Mar 2017.

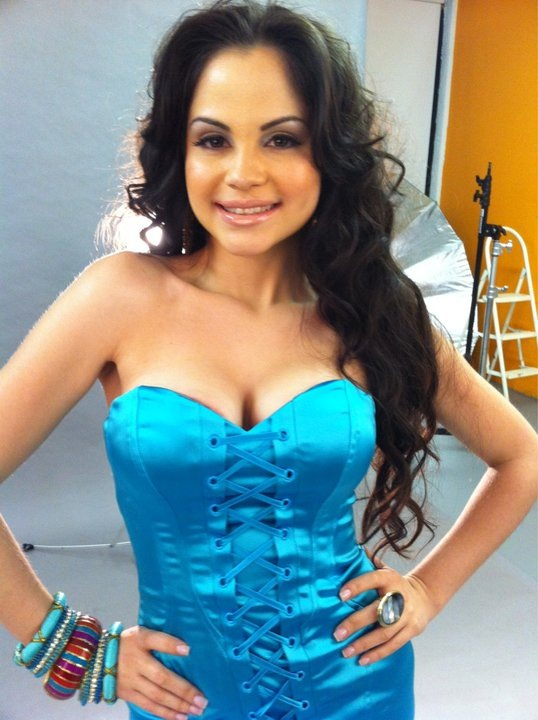
Natti Natasha en décembre 2011.

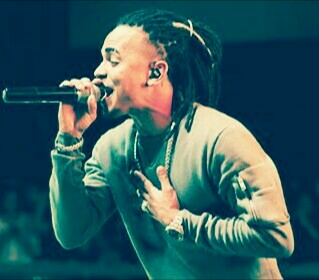
Ozuna en décembre 2016.

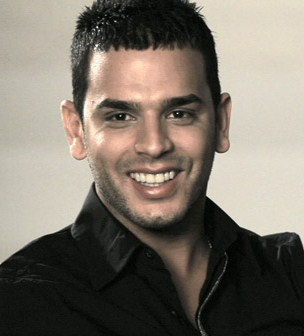
Tito El Bambino en janvier 2011.

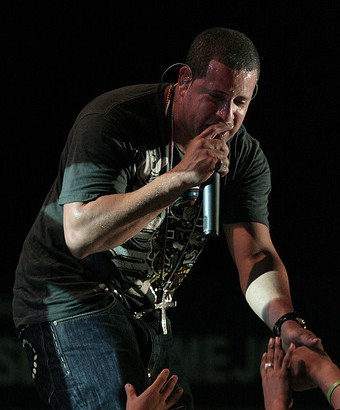
Voltio à Managua en 2007.

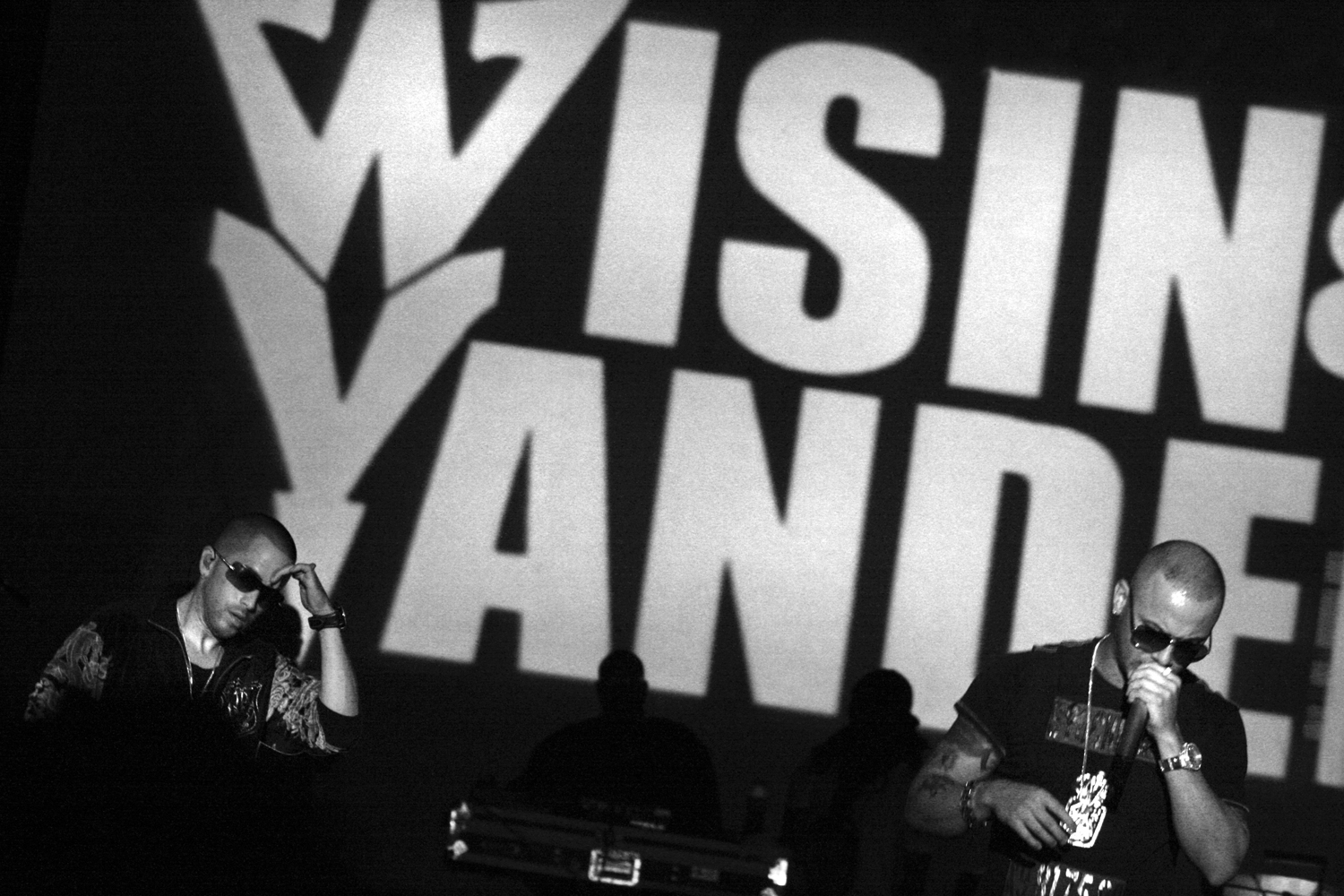
Wisin y Yandel en août 2008.

- Adassa[1]
- Alexis y Fido[2],[3]
- Angel y Khriz[2],[3],[4]
- Anuel AA[5]
- Arcángel[6]

Début de page

## B
- Bad Bunny[7]
- J Balvin[8],[9],[10]
- Becky G[11]
- Big Boy[12]
- Bizarrap
- Boy Wonder[13]

Début de page

## C
- Tego Calderón[1],[4],[8],[14],[15],[16],[17],[18]
- Calle 13[2]
- CandyMan[19]
- Clan 537[20]
- Cuban Link[15]
- Cubanito[21]

Début de page

## D
- Daddy Yankee[1],[4],[6],[8],[9],[15],[16],[17]
- Eddie Dee[22]
- Les Déesses[23]
- Don Míguelo[24]
- Don Omar[1],[4],[8],[14],[15],[17],[18]

Début de page

## E
- Eddy-K[25]

Début de page

## F
- Farruko[26]
- Luis Fonsi[9],[10]

Début de page

## G
- Gente de Zona[27]

Début de page

## H
- Héctor El Bambino[2]
- Héctor y Tito[1],[8]

Début de page

## I
- María Isabel[28]
- Ivy Queen[1],[3],[4],[14],[16],[18]

Début de page

## J
- Nicky Jam[1],[8],[10],[17]

Début de page

## K
- Karol G[29]
- Los Kalibres[30]

Début de page

## L
- Lito y Polaco[17]
- Lorna[18]
- Lucenzo[31]
- Lumidee[15]
- Luny Tunes[1],[4]

Début de page

## M
- Mach & Daddy[2]
- Juan Magán[32]
- Magnate & Valentino[14]
- Maicol & Manuel[3]
- Maluma[9],[10]
- Ana Mena

Début de page

## N
- Natti Natasha[33]
- Nina Sky[34],[35]
- N.O.R.E.[15],[16]
- Noztra[36]

Début de page

## O
- Ozuna[9]

Début de page

## P
- Pitbull[4]
- Plan B[6]

Début de page

## Q
- Quevedo

Début de page

## R
- RKM and Ken-Y[2],[6],[17]
- Reykon[8]
- Rosalía

Début de page

## S
- Shakira[9],[16]

Début de page

## T
- TINI
- Tito El Bambino[2],[3]
- Tony Touch[2],[15]

Début de page

## V
- Mayra Verónica[37]
- Vico C[14]
- Mey Vidal[38]
- Voltio[2],[3],[15]

Début de page

## W
- Wisin y Yandel[1],[2],[8]

Début de page

## Y
- Yandel[39]

Début de page

## Z
- Zion y Lennox[1],[2],[3],[6]
- Ze Pequeño[40]

Début de page

### Sources
- (en) Geoffrey Baker, Buena Vista in the Club : Rap, Reggaetón, and Revolution in Havana, Durham, N.C./London, Duke University Press, 2011 (ISBN 978-0-8223-4959-4, lire en ligne)
- (es) Priscilla Carballo Villagra, « Música y violencia simbólica », Revista de la Facultad de Trabajo Social, Universidad Pontificia Bolivariana, vol. 22, no 22,‎ 2006, p. 28–43 (ISSN 0121-1722, lire en ligne)
- (en) Kim Kattari, « Reggaeton », dans John Shepherd et David Horn (dir.), Bloomsbury Encyclopedia of Popular Music of the World, vol. 9: Caribbean and Latin America, Bloomsbury, 2014 (ISBN 978-1-4411-4197-2), p. 672–676